# Svartgöl (Sankt Sigfrids socken, Småland)
Svartgöl är en sjö i Nybro kommun i Småland och ingår i Ljungbyåns huvudavrinningsområde.